# Blessing Okagbare
Blessing Okagbare (ur. 9 października 1988 w Sapele) – nigeryjska lekkoatletka, sprinterka, trójskoczkini i skoczkini w dal, srebrna medalistka olimpijska z Pekinu (2008) oraz wicemistrzyni świata z Moskwy (2013) w skoku w dal. Wielokrotna mistrzyni i rekordzistka Nigerii.
W 2021 podczas igrzysk olimpijskich w Tokio została ukarana 10-letnią dyskwalifikacją.

## Sukcesy
| Rok  | Zawody                      | Miejsce        | Wynik      | Konkurencja        | Rezultat |
| ---- | --------------------------- | -------------- | ---------- | ------------------ | -------- |
| 2007 | Igrzyska afrykańskie        | Algier         | 2. miejsce | skok w dal         | 6,46 m   |
| 2008 | Letnie Igrzyska Olimpijskie | Pekin          | 2. miejsce | skok w dal         | 6,91 m   |
| 2010 | Mistrzostwa Afryki          | Nairobi        | 1. miejsce | bieg na 100 m      | 11,03    |
| 2010 | Mistrzostwa Afryki          | Nairobi        | 1. miejsce | sztafeta 4 × 100 m | 43,45    |
| 2010 | Mistrzostwa Afryki          | Nairobi        | 1. miejsce | skok w dal         | 6,62 m   |
| 2010 | Puchar interkontynentalny   | Split          | 6. miejsce | skok w dal         | 6,34 m   |
| 2010 | Puchar interkontynentalny   | Split          | 3. miejsce | bieg na 100 m      | 11,14    |
| 2011 | Igrzyska afrykańskie        | Maputo         | 3. miejsce | bieg na 100 m      | 11,09    |
| 2011 | Igrzyska afrykańskie        | Maputo         | 1. miejsce | skok w dal         | 6,50w    |
| 2012 | Mistrzostwa Afryki          | Porto-Novo     | 2. miejsce | bieg na 100 m      | 11,18    |
| 2012 | Mistrzostwa Afryki          | Porto-Novo     | 1. miejsce | skok w dal         | 6,96 m   |
| 2012 | Igrzyska olimpijskie        | Londyn         | 8. miejsce | bieg na 100 m      | 11,01    |
| 2012 | Igrzyska olimpijskie        | Londyn         | 4. miejsce | sztafeta 4 × 100 m | 42,64    |
| 2013 | Mistrzostwa świata          | Moskwa         | 6. miejsce | bieg na 100 m      | 11,04    |
| 2013 | Mistrzostwa świata          | Moskwa         | 3. miejsce | bieg na 200 m      | 22,32    |
| 2013 | Mistrzostwa świata          | Moskwa         | 2. miejsce | skok w dal         | 6,99 m   |
| 2014 | Igrzyska Wspólnoty Narodów  | Glasgow        | 1. miejsce | bieg na 100 m      | 10,85    |
| 2014 | Igrzyska Wspólnoty Narodów  | Glasgow        | 1. miejsce | bieg na 200 m      | 22,25    |
| 2014 | Igrzyska Wspólnoty Narodów  | Glasgow        | 2. miejsce | sztafeta 4 × 100 m | 42,92    |
| 2014 | Mistrzostwa Afryki          | Marrakesz      | 1. miejsce | bieg na 100 m      | 11,00    |
| 2014 | Mistrzostwa Afryki          | Marrakesz      | 1. miejsce | sztafeta 4 × 100 m | 43,56    |
| 2015 | Mistrzostwa świata          | Pekin          | 8. miejsce | bieg na 100 m      | 11,02    |
| 2015 | Igrzyska afrykańskie        | Brazzaville    | 1. miejsce | sztafeta 4 × 100 m | 43,10    |
| 2016 | Igrzyska olimpijskie        | Rio de Janeiro | 8. miejsce | sztafeta 4 × 100 m | 43,21    |
| 2017 | Mistrzostwa świata          | Londyn         | półfinał   | bieg na 100 m      | 11,08    |
| 2017 | Mistrzostwa świata          | Londyn         | 8. miejsce | skok w dal         | 6,55 m   |
| 2018 | Puchar interkontynentalny   | Ostrawa        | –          | sztafeta 4 × 100 m | DQ       |
| 2019 | Igrzyska afrykańskie        | Rabat          | półfinał   | bieg na 100 m      | DQ       |
| 2019 | Igrzyska afrykańskie        | Rabat          | 1. miejsce | sztafeta 4 × 100 m | –        |
| 2019 | Mistrzostwa świata          | Doha           | eliminacje | bieg na 200 m      | DQ       |
| 2019 | Mistrzostwa świata          | Doha           | eliminacje | sztafeta 4 × 100 m | 43,05    |
| 2021 | Igrzyska olimpijskie        | Tokio          | DSQ        | bieg na 100 m      | DQ       |

## Rekordy życiowe
- skok w dal – 7,00 (2013) / 7,14w (2013)
- skok w dal (hala) – 6,87 (2010)
- trójskok – 14,13 (2007) juniorski rekord Afryki
- trójskok (hala) – 13,64 (2008) rekord Nigerii
- bieg na 100 metrów – 10,79 (2013) do 2016 rekord Afryki / 10,63w (2021)
- bieg na 200 metrów – 22,04 (2018) do 2021 rekord Afryki, rekord Nigerii / 22,03w (2021)
- bieg na 60 metrów (hala) – 7,10 (2021)
- bieg na 200 metrów (hala) – 23,01 (2021)